# 충주 숭선사지 당간지주
충주 숭선사지 당간지주(忠州 崇善寺址 幢竿支柱)는 충청북도 충주시 신니면, 숭선사지에 있는 고려시대의 당간지주이다. 2004년 9월 17일 충청북도의 문화재자료 제43호로 지정되었다.

## 개요
2기 중 현재 1기만 남아 있다. 위부분에는 큼직한 간구가 나있고 외측 좌우면은 모죽임을 하였다.

## 현지 안내문
동서로 나란히 섰던 당간지주는 현재 서쪽의 것만 남아있고 동쪽의 지주는 잘려 없어졌다. 일제강점기때 신덕저수지를 축조하며 석재로 사용하였는데, 지주를 자른 사람이 화를 입었기에 그나마 서쪽 지주가 보존되었다고 전한다. 지주의 높이는 420cm로 숭선사의 규모가 컷음을 짐작할 수 있으며, 지주가 위치한 곳부터 본래 사찰의 초입이었음을 알 수 있다. 당간지주의 내면 윗부분에 큼직한 간구를 마련하였고 바깥면은 모죽임을 하였다. 안쪽은 바깥면에 비해 덜 정교하게 다듬었으며 간대에서 위로 50cm되는 지점 중앙에 정사각형의 자연석을 다듬어 뒷면에 2개의 당간삽입공을 만들었다. 충주지역에서는 현재 상모면 미륵사지와 이곳에서 당간지주가 확인된다.

## 갤러리

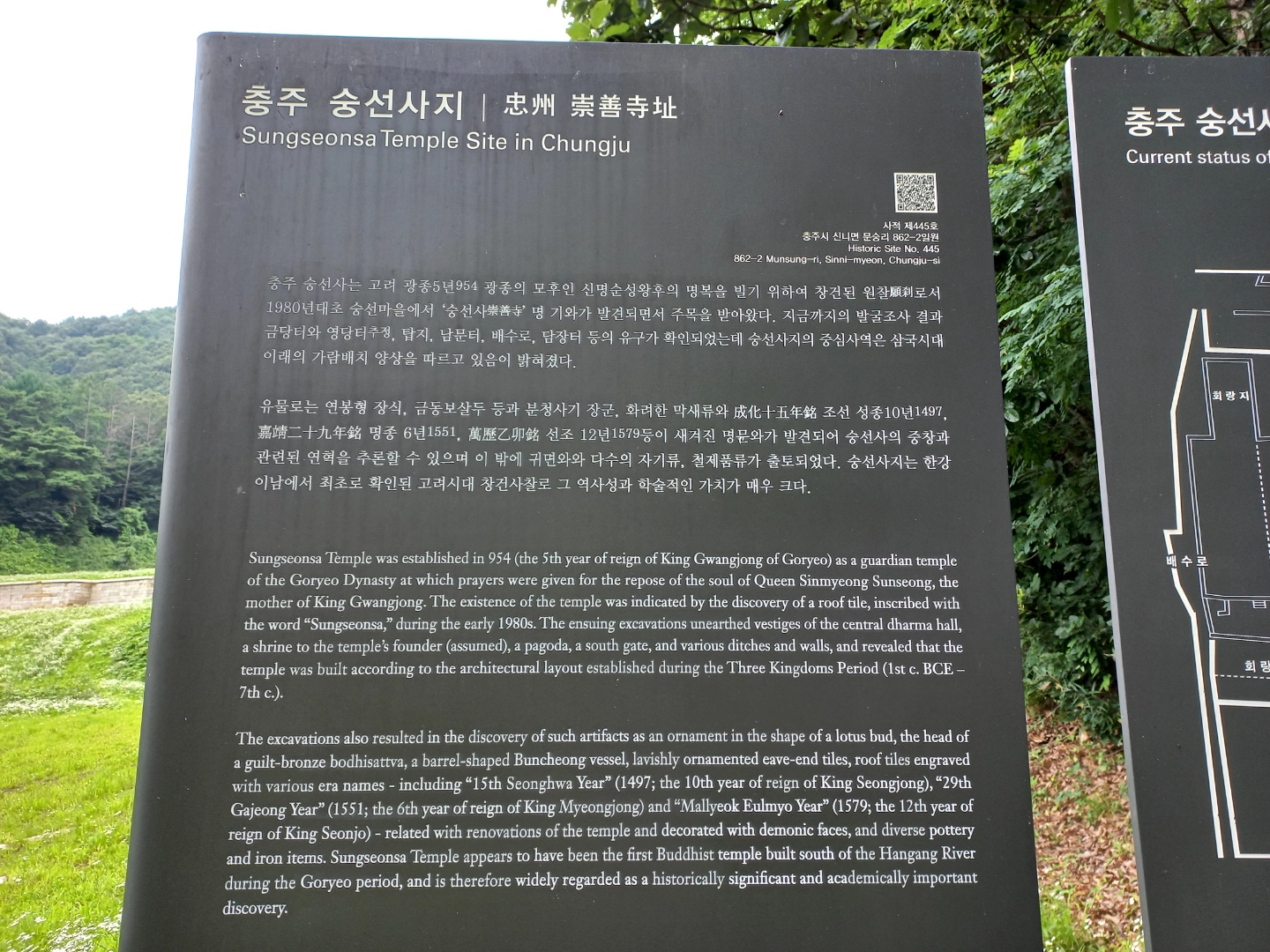
숭선사지 설명안내판
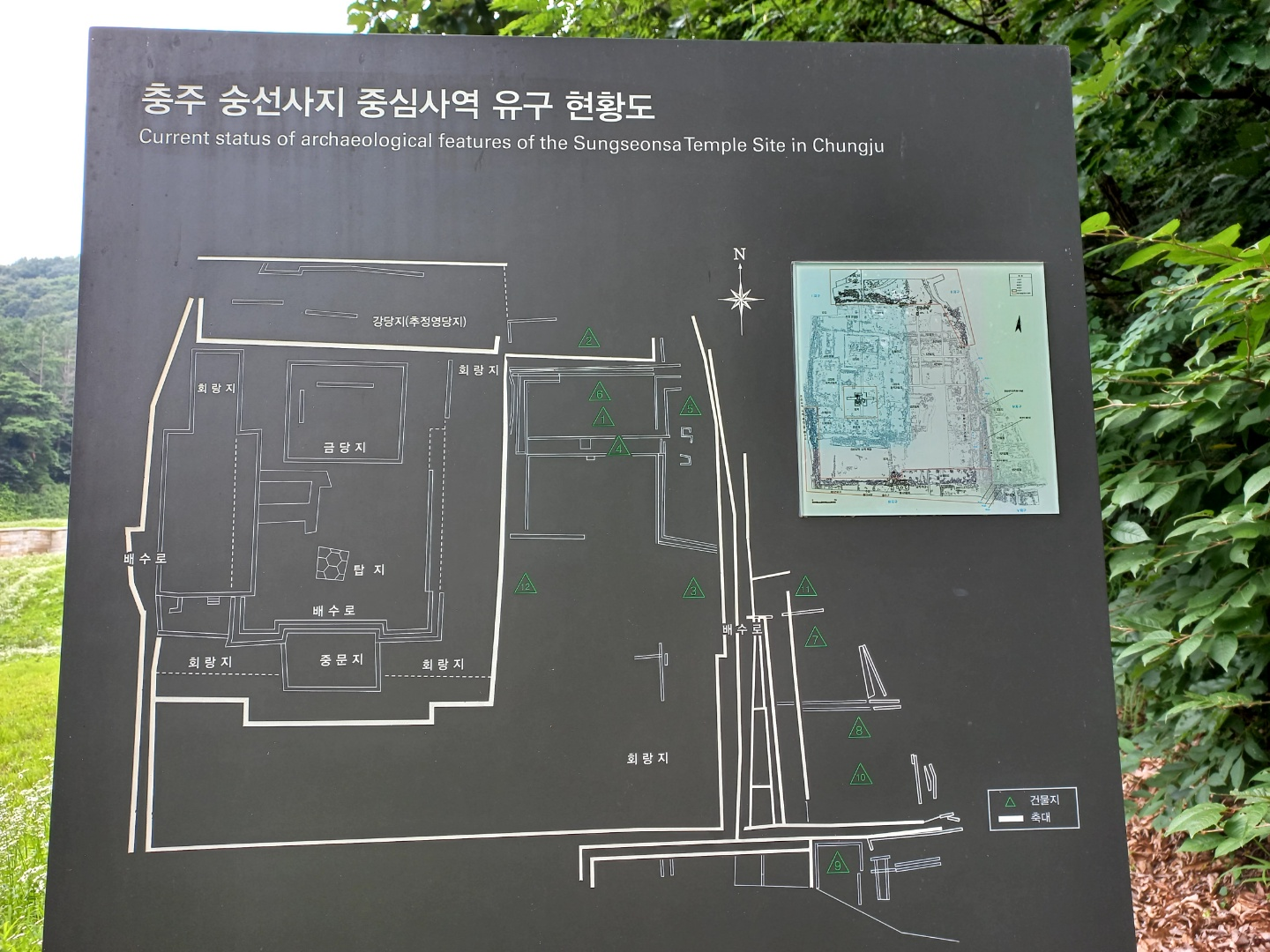
숭선사지 중심사역 유구 현황 안내판
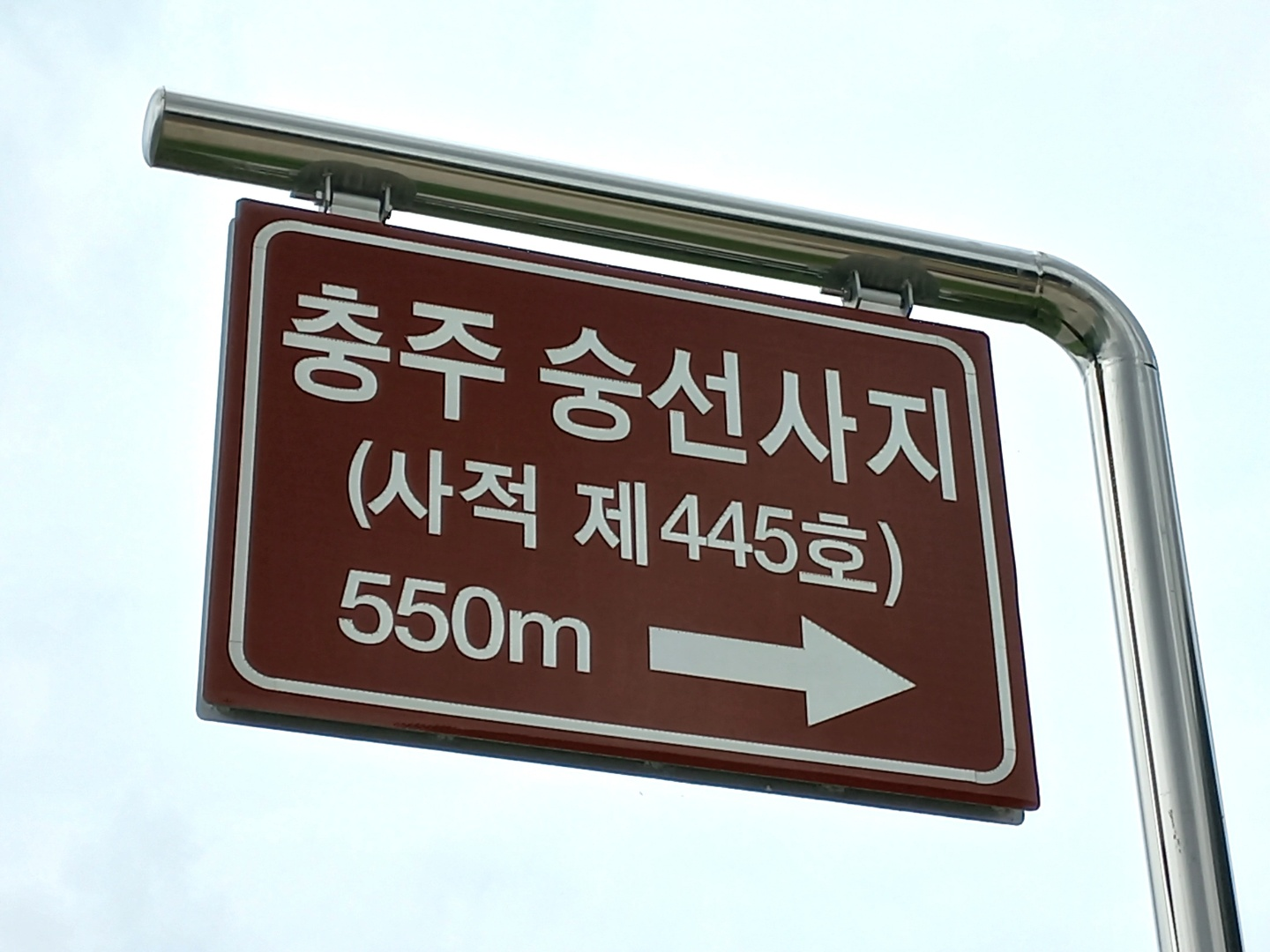
숭선사지 위치 안내판. 숭선사지까지 길 초입에서의 거리가 550m정도 됨을 보여준다. 단간지주는 마을회관 마당가에 있다.

## 같이 보기
- 충주 숭선사지
- 당간지주

## 참고 자료
- 충주 숭선사지 당간지주 - 국가유산청 국가유산포털